# Комаров, Вадим Алексеевич
Вади́м Алексе́евич Комаро́в (род. 5 октября 1954) — советский футболист, выступавший на всех позициях в поле, российский футбольный тренер. Известен по выступлениям за астраханский «Волгарь», за который провёл более 300 матчей.

## Биография
На взрослом уровне начал выступать в 20-летнем возрасте в астраханском «Волгаре», игравшем во второй лиге. Проведя шесть сезонов в Астрахани, в 1980 году перешёл в тамбовский «Спартак», где отыграл два сезона, также во второй лиге. В 1982 году вернулся в Астрахань, но через год приостановил карьеру на уровне команд мастеров. В 1988 году снова вернулся в «Волгарь» и провёл ещё три сезона в команде, а в конце карьеры играл в любительских соревнованиях за астраханский «Кооператор».
Всего за карьеру сыграл не менее 300 матчей за «Волгарь» в первенствах страны (286 игр без учёта сезона-1978, по которому нет сведений о сыгранных матчах) и забил 48 голов. В сезонах 1977, 1982, 1983 и 1989 годов становился лучшим бомбардиром команды.
После окончания игровой карьеры работал детским и взрослым тренером. В 1997 году привёл команду 17-летних астраханских футболистов к победе в первенстве России среди молодёжных команд второго дивизиона. В начале 2000-х годов работал в тренерских штабах «Волгаря» и «Судостроителя». В 2006—2007 годах работал главным тренером «Судостроителя», но команда в этих сезонах выступала неудачно. В конце 2000-х годов работал директором Центра подготовки футболистов «Волгаря», а по состоянию на 2014 год был тренером академии ФК «Астрахань».

## Личная жизнь
Сын Владимир (род. 1980) тоже был футболистом, выступал в высшей лиге за «Ростсельмаш», также играл за команды Астрахани и ряд других клубов.